# Salome Jens
Salome Jens (Milwaukee, 8 maggio 1935) è un'attrice statunitense.

## Filmografia parziale

### Cinema
- Terror from the Year 5000, regia di Robert J. Gurney Jr. (1958)
- Operazione diabolica (Seconds), regia di John Frankenheimer (1966)
- Me, Natalie, regia di Fred Coe (1969)
- Selvaggi (Savages), regia di James Ivory (1972)
- Cloud Dancer, regia di Barry Brown (1980)
- Just Between Friends, regia di Allan Burns (1986)
- Come cani e gatti (Cats & Dogs), regia di Lawrence Guterman (2001) – voce
- Lanterna Verde (Green Lantern), regia di Martin Campbell (2011)
- Il viaggio di Norm (Norm of the North), regia di Trevor Wall (2016) – voce

### Televisione
- Love Is a Many Splendored Thing – serie TV, 500 episodi (1967-1973)
- Il bambino che parlava coi tassi (The Boy Who Talked to Badgers) – film TV (1975)
- Mary Hartman, Mary Hartman – serie TV, 43 episodi (1976-1977)
- Grace Kelly – film TV (1983)
- Un assassino in famiglia (A Killer in the Family), regia di Richard T. Heffron – film TV (1983)
- Superboy – serie TV, 8 episodi (1988-1992)
- Star Trek: The Next Generation – serie TV, episodio 6x20 (1993)
- Star Trek: Deep Space Nine – serie TV, 15 episodi (1994-1999)
- Melrose Place – serie TV, episodio 6x10 (1997)